# Fugu, Yulin
Fugu, tidigare romaniserat Fuku, är ett härad som lyder under Yulins stad på prefekturnivå i Shaanxi-provinsen i norra Kina.